# Videmiro
Videmiro (en latín Vidimir o Vidimer) fue, según Jordanes, un rey ostrogodo de la dinastía de los Amalos, que reinó entre 451—473 al lado de sus hermanos mayores Teodomiro y Valamiro. Era hijo de Vandalario, un noble hijo del rey Vinitario (r. 375–376), y tuvo un hijo también llamado Videmiro. En 451, lideró al lado de sus hermanos los contingentes góticos del ejército de Atila (r. 434–453) durante la batalla de los Campos Cataláunicos, y en 454, con la muerte de Atila, confrontó con éxito a los hunos en la batalla de Nedao.
El mismo año se asentó con sus parientes en Panonia bajo autorización del emperador bizantino Marciano (r. 450–457), donde organizó el Reino Ostrogótico de la Panonia en tres distritos, cada cual controlado por uno de los hermanos, sin embargo solamente Valamiro era el detentor del título regio; Videmiro mantuvo control de la porción central de los dominios ostrogóticos, lo que, según Herwig Wolfram, correspondería la Eslavonia Superior.
Entre 459 y 461/462, Videmiro participó de los conflictos con los bizantinos sobre el no-pago del subsidio anual para los godos. En ca. 469, luchó al lado de Teodomiro en la batalla de Bolia que provocó la derrota del ejército coligado bárbaro-bizantino, según Hyun Jin Kim, pero, es plausible que los ostrogodos perdieran esa batalla. En 473 fue enviado por su hermano contra Italia, en la época administrada por el emperador Glicerio (r. 473–474). Él invadió la región, sin embargo murió inmediatamente enseguida, dejando la expedición bajo mando de su hijo.